# Serik Äbdenow
Serik Saqboldauly Äbdenow (kasachisch Серік Сақболдаұлы Әбденов Serık Saqboldaūly Äbdenov, russisch Серик Сакбалдиевич Абденов Serik Sakbaldijewitsch Abdenow; * 15. Januar 1977 in Karkaralinsk, Kasachische SSR) ist ein kasachischer Politiker. Seit November 2018 ist er stellvertretender Vorstandsvorsitzender von Qasaqstan Temir Scholy.

## Leben
Serik Äbdenow wurde 1977 in Karkaralinsk geboren. Er absolvierte zwischen 1994 und 1998 ein Studium der Rechtswissenschaften am Kasachischen Institut für Recht und Internationale Beziehungen. Ein weiterer Abschluss in Wirtschaftswissenschaften folgte 2004 an der Wirtschaftsuniversität Karaganda des Kaspotrebsojus. 2013 schloss er ein Studium an der Russischen Akademie für Volkswirtschaft und Öffentlichen Dienst beim Präsidenten der Russischen Föderation ab.
Seine berufliche Laufbahn begann Äbdenow im Juli 1998 im kasachischen Justizministerium. Im März 2000 wechselte er dann ins Außenministerium, wo er verschiedenen Positionen innehatte. Nach etwas mehr als drei Jahren ging er in die freie Wirtschaft, wo er ein Jahr lang tätig war. Anschließend arbeitete er zwischen 2004 und 2007 wieder für die kasachischen Behörden. Diesmal war er im Ministerium für Arbeit und soziale Sicherheit beschäftigt. Ab November 2007 war Äbdenow stellvertretender Minister für Arbeit und soziale Sicherheit, bevor er im März 2009 zum stellvertretenden Äkim (Gouverneur) von Ostkasachstan ernannt wurde.
Am 26. September 2012 wurde er im Kabinett von Premierminister Serik Achmetow Minister für Arbeit und soziale Sicherheit. Im April 2013 wurde er zu einer landesweiten Spottfigur, nachdem er bei einer Pressekonferenz eine angekündigte Erhöhung des Renteneintrittsalters für Frauen nicht rechtfertigen konnte. Nur kurze Zeit später wurde er bei einer anderen Pressekonferenz mit Eiern beworfen.
Im Juni 2013 wurde er von seinem Ministerposten entlassen und ab Juli arbeitete er für die staatliche Erdöl- und Erdgasgesellschaft KazMunayGas. Hier war er zuerst Berater des Vorstandsvorsitzenden, dann Geschäftsführer und Vizepräsident der Abteilung für Personalmanagement. Seit November 2018 ist Äbdenow stellvertretender Vorstandsvorsitzender von Qasaqstan Temir Scholy.